# Сканер штрих-коду

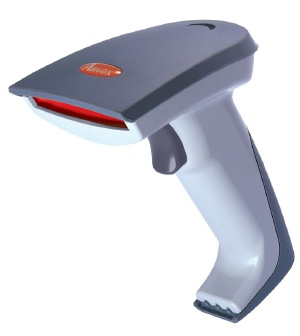
Ручний сканер штрихкоду

Ска́нер штрихко́ду (англ. Barcode reader) — пристрій, який зчитує штрихкод, що нанесений на пакування товару, і передає цю інформацію в комп'ютер, касовий апарат чи POS-термінал.
штрихкод, що несе в собі інформацію для ідентифікації товару, наноситься (або друкується за допомогою спеціалізованого принтера етикеток) на пакування продукту виробником.
Сканери штрихкоду широко використовуються в галузі торгівлі і послуг для швидкої ідентифікації товару, при відпуску, складуванні, бібліотечній справі при видачі книг тощо.
Сканери штрихкодів можна розділити на 3 класи:
- контактні (CCD), які читають код щільно з поверхні та є найдешевшими (на цей час майже не використовуються);
- лазерні, які читають код з відстані (для різних моделей від 5 до 10 м);
- багатоплощинні сканери, які читають код у будь-якому місці об'єкта, що проноситься перед ним.